# Yobert Shamapande
Yobert Shamapande (* 1948) ist ein Politiker in Sambia.
Yobert Shamapande ist Vorsitzender der sambischen Partei National Leadership for Development, promoviert, verheiratet, hat sechs Kinder und lebt in den USA. Er arbeitete bis Ende 2000 für den Informationsservice UNIC der Vereinten Nationen, u. a. in Pretoria. Danach war er Assistenzprofessor an der Columbia University. 2001 wurde er in den USA angezeigt, dass er einem Hausangestellten weniger als ein Achtel des Mindestlohnes gezahlt habe.
Bei den Wahlen in Sambia 2006 trat er als sehr eloquenter Präsidentschaftskandidat an. Doch wie Inonge Mbikusita-Lewanika scheiterte er daran, dass ihm jede politische Basis fehlte. Das Wahlergebnis von 0,53 Prozent zeigt nur, wie hoch seine internationale Erfahrung für Sambia wertgeschätzt wird.
| Personendaten    | Personendaten        |
| ---------------- | -------------------- |
| NAME             | Shamapande, Yobert   |
| KURZBESCHREIBUNG | sambischer Politiker |
| GEBURTSDATUM     | 1948                 |